# Sulfur d'arsènic(III)
El sulfur d'arsènic(III) és un compost groc insoluble en aigua. La seva fórmula és As₂S₃. A la naturalesa es troba en l'orpiment, un mineral utilitzat com a pigment.

## Síntesi
El sulfur d'arsènic(III) es pot obtenir amb la fusió dels elements a 390 °C.
3 S + 2 As → As₂S₃
També es pot obtenir fent passar un corrent de sulfur d'hidrogen per una dissolució aquosa de triòxid d'arsènic.
H₂S(g) + As₂O₃(aq) → As₂S₃(s)